# Романтичне боје
Романтичне боје била је прва синтпоп и електропоп група из Ниша, која је деловала у периоду од 1983. до 1986. године. 

## Историјат
Бенд је између 1982. и 1983. године окупио Зоран Цветковић Цвеле, који је пре тога свирао у панк-џез групи Електромагнетно заваривање костију. Први састав бенда Романтичне боје чинили су Цвеле и Горан Гакс Вељковић (синтисајзер), а касније им се прикључио Горан Раденко Раденковић (ритам машина). Свирали су у Нишу, укључујући свирке на Правном, Филозофском и Медицинском факултету, а како Цветковић истиче, увек су добро пролазили код публике.
Предраг Цветичанин из нишког дарквејв/панк бенда Добри Исак, истакао је да музика Романтичних боја подсећа на ране радове бендова The Human League и Kraftwerk, као и на ране радове Џона Фокса.
Након што су урадили пар демо снимака, Романтичне боје су имале неколико гостовања на тадашњим локалним експерименталним ТВ станицама и на радију Ниш. Крајем 1985. године групи се прикључују Весна Срдић Срда на синтисајзерима и Иван Зикић (брат Владимира Жикића из бенда Тривалија) на електронским бубњевима, а бенд напушта Горан Раденковић Раденко.
Предраг Цветичанин из бенда Добри Исак је снимао и продуцирао Романтичне боје, а био и гост на једној њиховој песми. Са једном од ових песама били су на демо албуму Вентилатор 202, а да тога нису били свесни, јер су тамо били потписани као Ћеле-кула.
Бенд је престао са радом 1986. године. Године 2016. објављен је албум бенда под називом Романтичне боје, а објавио га је човек из Бањалуке који живи у Сједињеним Државама за издавачку кућу Extinction records. На албуму се налазе демо снимци рађени током осамдесетих година за ПГП РТС.
Песме које су популаризовале бенд су Тишина, Без тебе и Сан.

## Дискографија

### Студијски албуми
- Романтичне боје (2016)

### Остало
- 1983-84 (2017) (аудио касета)